# Ancyronyx procerus
Ancyronyx procerus es una especie de escarabajo acuático del género Ancyronyx, familia Elmidae, tribu Ancyronychini. Fue descrita científicamente por Jäch en 1994.

## Descripción
La larva puede llegar a medir 3,7 milímetros de longitud. Es marrón con patas blanquecinas o amarillentas.

## Distribución
Se distribuye por Busuanga, en Filipinas.